# Red Dead Redemption
Red Dead Redemption — компьютерная игра в жанре action-adventure, разработанная компанией Rockstar San Diego при поддержке Rockstar North, Rockstar NYC, Rockstar Leeds, Rockstar New England и Rockstar Lincoln. Является логическим продолжением игры 2004 года — Red Dead Revolver. Выпущена 18 мая 2010 года на PlayStation 3 и Xbox 360, 17 августа 2023 года на Nintendo Switch и PlayStation 4, а также 29 октября 2024 года на Windows. Приквел игры — Red Dead Redemption 2 — был издан в 2018 году.

## Игровой процесс
Red Dead Redemption имеет уникальную систему заслуг, или шкалу чести (английское слово honour может быть переведено как «заслуги» или как «честь»), которая влияет на отношение людей к вам. Например, при высоком уровне показателя honour продавцы в магазинах будут предлагать скидки, награда за какую-либо работу будет в два раза больше или же свидетели будут бежать к законникам только, если персонаж совершит убийство. Кроме того, это влияет на то, как часто персонажа будут вызывать на дуэль.

## Сюжет
Действие игры происходит в Америке в 1911 году. Протагонист, Джон Марстон (англ. John Marston), в прошлом бандит и грабитель, оставивший кровавый промысел, вынужден работать на государственных агентов, планирующих выследить и взять живыми или мёртвыми его бывших сообщников, включая Билла Уильямсона (англ. Bill Williamson). Если Марстон этого не сделает, пострадает его семья. Герою суждено преодолеть огромное расстояние от западных границ США, где царит хаос и властвуют беспринципные коррумпированные чиновники, а простые поселенцы ведут бесконечную борьбу за выживание до цивилизованных городов американского севера, и попутно посетить Мексику, где идёт гражданская война.
В Мексике Марстон первоначально помогает местной армии, которой командуют полковник Агустин Альенде и его помощник Висенте де Санта, и участвует в попытке подавления восстания в обмен на помощь в нахождении своего старого сообщника Хавьера Эскуэлы. Будучи равнодушен к обеим сторонам войны и желая лишь разыскать Эскуэлу и Уильямсона, он одновременно помогает лидеру повстанцев Абрахаму Рейесу. Когда армейское командование узнаёт об этом, то пытается убить Марстона, после чего он окончательно переходит на сторону повстанцев. Со временем Марстону удаётся поймать Эскуэлу и выдать его агентам бюро Эдгару Россу и Арчеру Фордему. Альенде и Уильямсон пытаются бежать, но их также настигает возмездие. Рейес остаётся править Нуэво-Параисо и возглавляет революцию, а Джон возвращается в США.
Марстон считает, что выполнил свою часть сделки, и требует, чтобы агенты отпустили его семью, но те выдвигают новое условие — теперь ему предстоит разобраться с другим своим старым приятелем, Датчем ван дер Линде (англ. Dutch van der Linde), когда-то возглавлявшим их банду. Джону удаётся разузнать, что Датч создаёт новую банду из молодых и жаждущих крови «белых людей» индейцев. Марстону с помощью агентов удаётся прорваться и захватить форт в горах Кочинай. Датч, поняв, что у него нет выбора, совершает суицид, спрыгнув с горы. Перед смертью он предупреждает Джона, что власти не оставят его в покое.
Наконец, Марстон освобождён от сделки с правительством и возвращается на свою ферму к семье. Некоторое время он живёт в мире, но затем сбывается пророчество Датча: Эдгар Росс решил разделаться с последним членом печально известной банды. Ферму атакует отряд солдат. Марстон помогает убежать жене и сыну, а сам героически пытается противостоять солдатам, но они берут численностью, и он погибает.
В финале действие перемещается на три года вперёд, в 1914, где сын Марстона, Джек, стоит над могилами своих родителей, Джона и Эбигейл. Вопреки желанию Джона обеспечить своему сыну мирную судьбу, тот пошёл по стопам отца и стал ганфайтером. Джек выслеживает Эдгара Росса в Нью-Остине и убивает его в поединке, мстя за своего отца.

## Выпуск
Основная игра была выпущена 18 мая 2010 года на консолях PlayStation 3 и Xbox 360, 26 октября того же года появилось загружаемое дополнение Red Dead Redemption: Undead Nightmare. Продолжение — игра Red Dead Redemption 2 (по сюжету являющаяся приквелом) — была издана 26 октября 2018 года на консолях PlayStation 4 и Xbox One и 5 ноября 2019 года на персональных компьютерах под управлением Windows.
В 2020 году из компании ушли работавшие над Red Dead Redemption Дэн Хаузер и Лазло Джонс, а в 2023 году — Майкл Ансворт.
В 2021 году Kotaku сообщил, что Rockstar Games рассматривает возможность выпуска Red Dead Redemption на Windows, при этом будущее зависит от того, насколько хорошо будут продаваться обновлённые версии GTA III, Vice City и San Andreas. Президент Take-Two Interactive Карл Слатофф прокомментировал: «Это чисто экономическое решение».
В 2022 году Red Dead Redemption исключили из сервиса PlayStation Plus, где с 2016 года существовала возможность прохождения на PlayStation 4 и PlayStation 5. Таким образом, игра была доступна только на консолях прошлого поколения и по программе обратной совместимости Xbox. После провала Grand Theft Auto: The Trilogy — The Definitive Edition, Rockstar Games отказалась от разработки современной версии Red Dead Redemption и сосредоточилась на GTA VI.
В 2023 году игра получила новый возрастной рейтинг в Корее. 7 августа 2023 года были анонсированы версии игры для консолей PlayStation 4 и Nintendo Switch, также включающие в себя дополнение Undead Nightmare. В ответ пользователи раскритиковали переиздание и призвали не покупать его в знак протеста, поскольку там нет никаких серьёзных изменений, связанных с графикой и производительностью. Кроме того, возмущение вызвали цена и отсутствие возможности прохождения на Windows. CEO Take-Two Interactive Штраус Зельник назвал это коммерчески правильным и добавил, что в компании ориентируются на творческое видение разработчиков, когда речь идёт о выпуске игры на платформах, ремастере или ремейке. С технической точки зрения Red Dead Redemption на PlayStation 5 превосходит Xbox Series X/S благодаря технологии FSR 2, что делает изображение более стабильным, однако кардинальных графических улучшений нет. В октябре 2023 года версия для PlayStation 5 (по обратной совместимости) получила возможность прохождения с частотой 60 кадров в секунду.
8 октября 2024 года Rockstar Games объявила о том, что 29 октября 2024 года состоится релиз игры для Windows вместе с дополнением Undead Nightmare. Анонсирована поддержка разрешения 4К, мониторов с соотношением сторон 21:9 и 32:9, технологий HDR10, Nvidia DLSS 3.7 и AMD FSR 3.0, а также расширенных настроек графики (дальность прорисовки, качество теней и прочее). PC Gamer обратил внимание, что цена Red Dead Redemption осталась высокой (в два раза дороже Mass Effect 2 или Bayonetta), как и на издания для PlayStation 4 и Nintendo Switch, несмотря на 14-летнюю давность. Digital Foundry в ходе тестирования издания для Windows отмечает хороший набор графических опций и отсутствие сбоев компиляции шейдеров во время игрового процесса. Лучшими возможностями являются разблокировка частоты кадров (до 144), поддержка разрешений вплоть до 8K, хотя с учётом ограниченных текстур и моделей, это больше подходит для сглаживания. Кат-сцены воспроизводятся в формате 16:9. Эстетика хорошо сочетается с форматом 4:3 на ЭЛТ. Изначально всё создавалось для DirectX 9, поэтому 12 версия представляется избыточной. Double Eleven проделала большую работу по повышению временной стабильности, качества теней, фильтрации и эффектов постобработки, включая размытие при движении, а также по уменьшению количества артефактов. Игра работает в 4K с частотой 60 кадров в секунду на видеокарте GeForce RTX 4060 и в 8K при 80—110 кадрах на RTX 4090. Есть несколько проблем, которые заметны на современном ПК-оборудовании в отличие от консолей: цветопередача, отсутствие солнечных лучей и теней в некоторых видео, реализация HDR (возможно, похожая на использование SDR в Red Dead Redemption 2).

## Музыка
Большая часть музыки для игры была написана Биллом Эльмом — действующим членом группы Friends of Dean Martinez и Вуди Джексоном — экс-членом той же группы; свой вклад также внесли некоторые другие музыканты, в частности, шведский народный музыкант Хосе Гонсалес. Саундтрек под названием Red Dead Redemption Original Soundtrack был выпущен на виниловой пластинке красного цвета, что является отсылкой к слову «Red» («красный») в названии игры; в это издание включена бонусная композиция «Old Friends, New Problems».
| №                   | Название                                      | Автор(ы)                 | Длительность |
| ------------------- | --------------------------------------------- | ------------------------ | ------------ |
| 1.                  | «Born Unto Trouble»                           | Билл Эльм и Вуди Джексон | 3:12         |
| 2.                  | «The Shootist»                                | Билл Эльм и Вуди Джексон | 4:17         |
| 3.                  | «Dead End Alley»                              | Билл Эльм и Вуди Джексон | 2:06         |
| 4.                  | «Horseplay»                                   | Билл Эльм и Вуди Джексон | 3:49         |
| 5.                  | «Luz Y Sombra»                                | Билл Эльм и Вуди Джексон | 5:19         |
| 6.                  | «El Club De Los Cuerpos»                      | Билл Эльм и Вуди Джексон | 6:24         |
| 7.                  | «Estancia»                                    | Билл Эльм и Вуди Джексон | 2:02         |
| 8.                  | «(Theme From) Red Dead Redemption»            | Билл Эльм и Вуди Джексон | 5:38         |
| 9.                  | «Triggernometry»                              | Билл Эльм и Вуди Джексон | 5:23         |
| 10.                 | «Gunplay»                                     | Билл Эльм и Вуди Джексон | 1:28         |
| 11.                 | «Redemption In Dub»                           | Билл Эльм и Вуди Джексон | 2:09         |
| 12.                 | «Muertos Rojos (aka The Gunslinger's Lament)» | Билл Эльм и Вуди Джексон | 5:50         |
| 13.                 | «The Outlaw's Return»                         | Билл Эльм и Вуди Джексон | 6:54         |
| 14.                 | «Exodus In America»                           | Билл Эльм и Вуди Джексон | 4:59         |
| 15.                 | «Already Dead»                                | Билл Эльм и Вуди Джексон | 1:31         |
| 16.                 | «Far Away»                                    | Хосе Гонсалес            | 4:39         |
| 17.                 | «Compass (Red Dead On Arrival Version)»       | Джейми Лиделл            | 2:59         |
| 18.                 | «Deadman's Gun»                               | Ashtar Command           | 4:15         |
| 19.                 | «Bury Me Not On The Lone Prairie»             | Уильям Эллиот Уитмор     | 2:24         |
| Общая длительность: | Общая длительность:                           | Общая длительность:      | 75:18        |

## Короткометражный фильм
Rockstar Games совместно с режиссёром Джоном Хиллкоутом создала короткометражный фильм «Red Dead Redemption: The Man from Blackwater» о Джоне Марстоне, главном герое игры.

## Отзывы и критика
| Сводный рейтинг       | Сводный рейтинг                                                     |
| Агрегатор             | Оценка                                                              |
| --------------------- | ------------------------------------------------------------------- |
| GameRankings          | 94,66 % (PS3) 94,12 % (X360)                                        |
| Metacritic            | 95/100 (PS3) 95/100 (X360) 78/100 (PS4) 83/100 (Switch) 83/100 (PC) |
| OpenCritic            | 79/100                                                              |
| Иноязычные издания    |                                                                     |
| Издание               | Оценка                                                              |
| 1UP.com               | A                                                                   |
| 4Players              | 7/10                                                                |
| CVG                   | 9,5/10                                                              |
| Destructoid           | 9/10                                                                |
| Edge                  | 9/10                                                                |
| Eurogamer             | 8/10                                                                |
| G4                    | 5/5                                                                 |
| Game Informer         | 9,75/10                                                             |
| GamePro               | [ 47 ]                                                              |
| GameSpot              | 9,5/10                                                              |
| GameSpy               | [ 49 ]                                                              |
| GamesRadar+           | [ 50 ]                                                              |
| GameStar              | 83/100                                                              |
| GameTrailers          | 9,5/10                                                              |
| GameZone              | 9,5/10                                                              |
| IGN                   | 9,7/10                                                              |
| Jeuxvideo.com         | 18/20                                                               |
| Push Square           | 6/10                                                                |
| The Daily Telegraph   | 10/10                                                               |
| VideoGamer            | 10/10                                                               |
| Русскоязычные издания |                                                                     |
| Издание               | Оценка                                                              |
| Absolute Games        | 85 %                                                                |
| GameMAG.ru            | 8/10                                                                |
| PlayGround.ru         | 9,4/10                                                              |
| «Игромания»           | 9,5/10                                                              |
| «Игры Mail.ru»        | 10/10                                                               |
| «НИМ»                 | 9/10                                                                |

Игра получила очень тёплые отзывы от критиков — у версий для Xbox 360 и PlayStation 3 в среднем 95/100 баллов на сайтах Metacritic, GameRankings и «Критиканство», рецензенты отмечали проработанный открытый мир, интересный сюжет и качественный саундтрек.
Red Dead Redemption стала «игрой года» на церемонии Video Game Awards. «Видеомания» назвала игру «Главным GTA-2010».
Переиздание 2023 года для Nintendo Switch удостоилось высоких оценок критиков. GameMAG пишет, что снова сыграть стоит ради уникального отражения очень интересной эпохи очевидно карикатурного и романтизированного, но не менее привлекательного Дикого Запада. Red Dead Redemption — «одновременно красивый набор самых узнаваемых клише о вольных стрелках и трогательная притча о сменяемости времён, сквозь которые проносятся одни и те же человеческие ошибки». В контексте Red Dead Redemption 2 дилогия воспринимается ещё сильнее — не имеет значения, с какой из игр можно начинать знакомство с франшизой. И если во второй части рассказывается о «славных» днях бандитов, то первая игра демонстрирует «этап сожаления и неудачную попытку закопать старые барабанные пистолеты».
Хидэо Кодзима вспоминал: «Когда я впервые попал в индустрию в 1980-х, мне сказали, что вестерны никогда не будут продаваться в игровых автоматах или бытовой электронике. Вот почему игровой проект спагетти-вестерна не был принят. Red Dead Redemption, сиквел Red Dead Revolver, изменил это негативное представление».
Штраус Зельник подчеркнул, что существует очень мало развлекательных франшиз, которые со временем не теряют привлекательности, как бондиана, и к ним относятся GTA и Red Dead: «Если это действительно здорово, то будет продолжение». Роб Витхофф, который озвучивал Джона Марстона, сказал, что был бы рад возможности снова поработать с Rockstar Games, будь то ремастеринг Red Dead Redemption или что-то совершенно другое. Джек Блэк заявил о желании увидеть фильм Red Dead Redemption, потому что его сюжет превосходит The Last of Us. Дэн Хаузер рассказал, что к нему в Rockstar Games звонили и обращались по поводу экранизаций Grand Theft Auto и Red Dead Redemption, но разработчики отказывались, поскольку для них это был огромный риск и полное отсутствие контроля, в экономическом плане кинопроизводство лишено смысла, когда есть многомиллиардная интеллектуальная собственность. Кроме того, в те времена считалось, что по играм снимаются низкокачественные фильмы.

## Продажи
По данным Eurogamer, Red Dead Redemption была реализована в количестве 5 млн копий в течение мая и июня 2010 года. Позже, включая GOTY версию, было продано 13,2 млн копий игры. В 2017 году Штраус Зельник рассказал, что продажи составили 15 миллионов копий. В 2022 году Take-Two Interactive в финансовом отчёте сообщила, что продажи игр серии превысили 70 миллионов копий, из них у Red Dead Redemption оказалось 24 миллиона. В 2024 году из 92 миллионов реализованных копий 67 было у второй части, а 25 у первой.